# Zapin

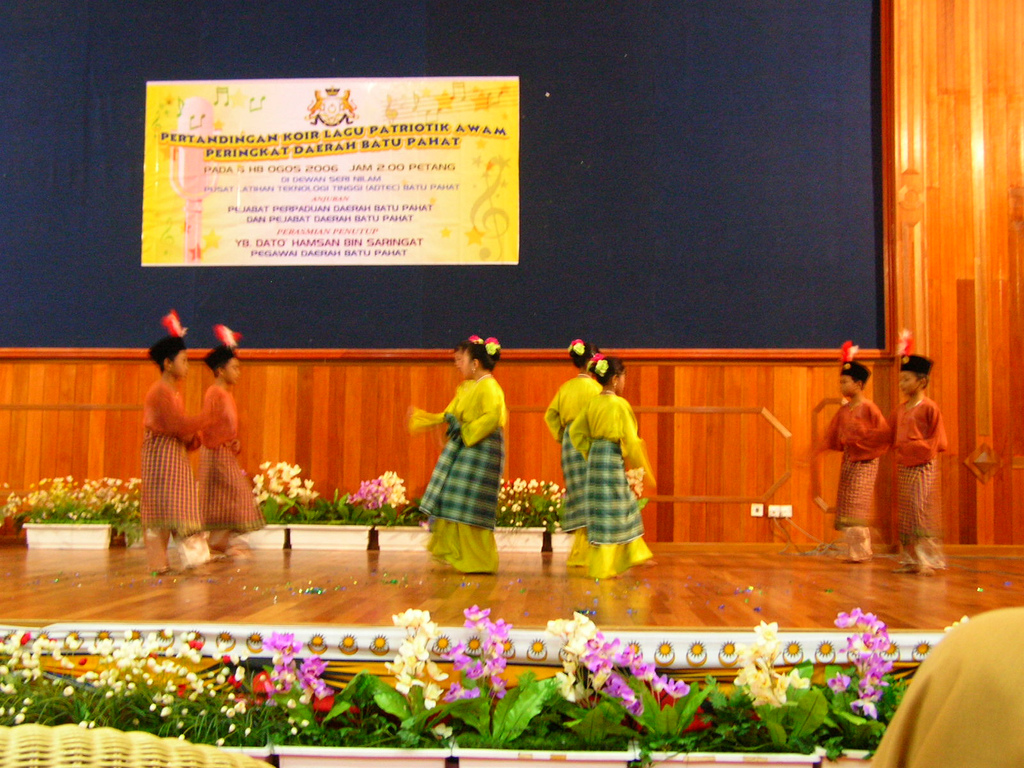
Malaysische Schulkinder führen einen Zapin-Tanz auf

Zapin (Jawi زافين) ist eine aus dem arabischen Raum stammende Tanzform in der islamischen Kultur des südlichen malaysischen Bundesstaates Johor, der indonesischen Provinz Jambi auf der Insel Sumatra und in Singapur. Die Gruppentänze werden bei säkularen oder religiösen Anlässen und auf Theaterbühnen aufgeführt.

## Geschichtliche Entwicklung
Bereits in den ersten Jahrhunderten n. Chr. landeten Segelschiffe aus arabischen Ländern an der Westküste der Malaiischen Halbinsel. Arabische Muslime trieben Münzfunden an Küstensiedlungen aus dem 9. Jahrhundert zufolge Handel mit chinesischen Kaufleuten. Um 1414 trat der Hindu-Regent Paramesvara, Gründer des Königreichs Malakka zum Islam über. Das Sultanat Malakka wurde zum Zentrum des Ost-West-Handels auf der Halbinsel. Die ursprünglich arabische Laute gambus wurde spätestens im 15. Jahrhundert von Händlern und muslimischen Missionaren eingeführt, von denen viele aus der südostjemenitischen Region Hadramaut kamen. Wegen seiner Herkunft besaß der gambus eine besondere Bedeutung bei den Gläubigen; er wurde zum anfangs wichtigsten Instrument im Zapin-Orchester. Auch an der Ausbreitung des Islam und der arabischen Kultur in Malaysia, Indonesien und Singapur im 19. Jahrhundert hatten Jemeniten einen beträchtlichen Anteil. Da die Männer aus der Region des Propheten kamen, waren sie bei der Bevölkerung hoch angesehen. Andere Einflüsse auf den Zapin-Tanz stammen aus Indien. Der früher nur unter der malaiischen Bevölkerung mit arabischen Wurzeln gepflegte Tanzstil hat sich über seine Kernregion Johor hinaus nach Singapur und Sumatra ausgebreitet und in Malaysia zu einer nationalen Kunstform entwickelt.
Zapin-Tanzveranstaltungen fanden früher in Herrscherhäusern genauso statt wie in Dörfern. In den Höfen der Sultanate der Riau- und Lingga-Inseln wurden Zapin-Tänze ab dem 16. Jahrhundert aufgeführt.

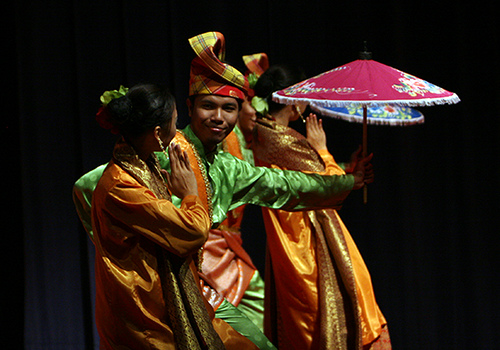
Joget-Tanz

In den 1930er und 1940er Jahren fand der Zapin-Tanz Eingang in die populäre malaiische Oper Bangsawan, die sich im 19. Jahrhundert oder Anfang des 20. Jahrhunderts aus dem indischen Kulturimport des Parsen-Theaters (wayang parsi) entwickelt hatte. Durch das Bangsawan wurden die Zapin-Tänze einem breiteren Kreis der Bevölkerung bekannt. Auf die weitere Verbreitung entlang der Westküste Malaysias wirkten sich auch Kulturfestivals aus, auf denen neben der beliebtesten, aus der Zeit des portugiesischen Gewürzhandels stammenden Tanzform Joget in pentas joget genannten Tanzhallen auch Zapin-Tänze zu sehen waren. Andere Tänze, die zusammen mit Zapin auf Theaterbühnen aufgeführt wurden, sind der von der Streichlaute (rebab), Rahmentrommeln und Gong musikalisch begleitete Ronggeng, der Mak Inang sowie Tanzeinlagen aus westlichen Cabaret-Programmen. In den 1950er Jahren kam der Zapin-Tanz endgültig aus seinem dörflichen Umfeld heraus, als er von Filmstars in die Kinos gebracht wurde.

## Formen des Zapin
Bei dem ursprünglich nur von Männern aufgeführten Gruppentanz dürfen heute auch Frauen mitwirken. Es gibt zwei Formen des Zapin: Der Zapin Arab-Tanz (malaiisch Tarian Zapin Arab) ist ein energiegeladener bewegungsreicher Tanz, der überwiegend von der arabischstämmigen Gemeinde in Johor aufgeführt wird. Charakteristisch sind die zwei Reihen, in denen sich die Tänzer gegenüberstehen, nach vorne drängen oder nach hinten ausweichen. Die Begleitmusik im Vier-Viertel-Takt wird mit Fußstampfen auf dem vierten Takt rhythmisch betont. Der Sänger spielt selbst gambus oder die arabische oud, die ineinander verwobenen rhythmischen Strukturen erzeugen arabisch-malaiische Rahmentrommeln rebana und kleine zweifellige Zylindertrommeln marwas. Der Sänger singt arabisch oder malaiisch. Formationswechsel werden von den Trommlern angezeigt, die als Hintergrundchor mit einem Refrain einfallen.
Im Zapin Melayu oder Zapin Johor, der malaiischen Adaption der Tanztradition, sind die hohen Sprünge und schnellen Schritte des Zapin Arab zurückgenommen zugunsten von kontrollierteren und weniger ausdrucksintensiven Bewegungsmustern. Zapin Melayu ist bei öffentlichen Veranstaltungen eine säkulare Tanzvorführung; der Tanz wird jedoch ein religiöses Ereignis, wenn er als Dhikr, eine Art des muslimischen Gottgedenkens, aufgeführt wird.
Zapin-Tänze werden neben dem anderen, arabisch beeinflussten Tanztheater Hamdolok als volkstümliche Unterhaltung bei Hochzeits- und anderen Familienfeiern aufgeführt. Im religiösen Zusammenhang sind sie seit Jahrhunderten Bestandteil des islamischen Feiertagskalenders. Hierzu gehören der Geburtstag des Propheten (Maulud Nabi), das Fest des Fastenbrechens (Hari Raya Puasa), das Fest zur Rückkehr der Pilger vom Haddsch (Hari Raja Haji) und das islamische Neujahrsfest im Monat Muharram (Maal Hijrah).
Bei den verwendeten Musikinstrumenten wird ein indischer Einfluss erkennbar. Die traditionellen Instrumente zur Gesangsbegleitung bei dörflichen Veranstaltungen sind neben dem gambus Violine (biola), indisches Harmonium oder Akkordeon, drei oder vier kleine Trommeln mirwas (marwas) und die mit 48 Zentimetern Länge größere, ebenfalls zweifellige Fasstrommel dok. Die Schläge der Trommelspieler überlagern sich und erzeugen zusammen ein vielschichtiges Rhythmusmuster. In städtischen Orchestern und auf Bühnenveranstaltungen kommen dieselben Instrumente zum Einsatz, werden jedoch verstärkt durch die Holzflöte (seruling), die senkrecht gehaltene Rahmentrommel rebana und einen Buckelgong.
Die Musik kann die Gesangsstimme begleiten oder instrumental sein. Ein gambus eröffnet mit einem solo gespielten freirhythmischen taksim, darauf folgt die gesungene Melodie, die mit Trommel-Zwischenspielen (kopak) alterniert, den Abschluss bilden die Sätze wainab oder tahtim in einem neuen Rhythmus. Die Melodien basieren allgemein auf hexatonischen oder heptatonischen Skalen.
Eine Form des Zapin in der Provinz Lampung ist der Tari bedana genannte islamische Tanzstil, der von mehreren gambus und Trommeln begleitet wird. Eine weitere Variante ist der Tanzstil Dana-dana in Gorontalo, Nordsulawesi. Dieser wird von einem gambus-Ensemble begleitet, zu dem üblicherweise vier zweifellige, mit den Händen gespielte Röhrentrommeln (maluwasi) gehören.
In Brunei werden die im alten malaiischen Versmaß Pantun gesungenen Lieder mit einem gambus begleitet, wobei der Sänger in diesem Versmaß eigene Strophen improvisieren kann. Zapin-Tänze mit dazu gesungenen Pantun-Versen heißen dort Zapin Brunei.